# Ленивая (река)
Лени́вая — река в Таймырском Долгано-Ненецком районе Красноярского края России, впадает в Карское море. Длина реки — 279 км, площадь водосборного бассейна — 8280 км².
Исток реки находится на севере полуострова Таймыр, река стекает с северных склонов Геологической гряды гор Бырранга на высоте более 200 м над уровнем моря. В верховьях течёт преимущественно на юго-запад по горной и арктической тундре. Приняв слева ручей Прозрачный, поворачивает на запад и далее — на северо-запад. В среднем течении, после впадения реки Непонятной, русло расширяется до 188 м, при этом глубина остаётся весьма незначительной, около 1,2 м. Многочисленные осерёдки, ближе к устью встречаются пороги и водопады. Берега часто заболоченные, редко — обрывистые. Впадает в Карское море в районе берега Харитона Лаптева, напротив островов Каминского, к северо-востоку от устья реки Гусиной. В нижнем течении ширина русла достигает 225 м при глубине 2,7 м, скорость течения в низовьях — 0,4 м/с.

## Основные притоки
Указаны поименованные притоки длиной 30 км и более.
| Название   | Расстояние от устья | Длина | Положение |
| ---------- | ------------------- | ----- | --------- |
| Медвежья   | 41                  | 40    | правый    |
| Непонятная | 75                  | 105   | правый    |
| Скалистая  | 95                  | 38    | левый     |
| Красивая   | 106                 | 32    | правый    |
| Полуденная | 107                 | 30    | левый     |
| Угрюмая    | 117                 | 101   | правый    |
| Упрямый    | 162                 | 40    | левый     |
| Илистая    | 187                 | 54    | правый    |
| Прозрачный | 220                 | 45    | левый     |

## Данные водного реестра
По данным государственного водного реестра России и геоинформационной системы водохозяйственного районирования территории РФ, подготовленной Федеральным агентством водных ресурсов:
- Бассейновый округ — Енисейский
- Речной бассейн — Пясина
- Речной подбассейн — нет
- Водохозяйственный участок — Пясина и другие реки бассейна Карского моря от восточной границы бассейна Енисейского залива до западной границы бассейна реки Каменная
- Код объекта в государственном водном реестре — 17020000112116100137518[5].